# ست کری
ست کری (انگلیسی: Seth Curry؛ زادهٔ ۲۳ اوت ۱۹۹۰) بازیکن بسکتبال اهل ایالات متحده آمریکا است.
از باشگاه‌هایی که در آن بازی کرده‌است می‌توان به ممفیس گریزلیز، ساکرامنتو کینگز، پورتلند تریل بلیزرز، دالاس ماوریکس، بسکتبال مردان دوک بلو دولز، و فینیکس سانز اشاره کرد.
وی در مسابقات کشوری و بین‌المللی در مجموع برندهٔ ۱ مدال طلا شده‌است.